# Mračnický potok
Mračnický potok je pravostranný přítok Černého potoka v okrese Domažlice v Plzeňském kraji. Délka toku činí 11,1 km. Plocha povodí měří 26,4 km².

## Průběh toku
Potok pramení v polích mezi Draženovem a Domažlicemi, severně od silnice I/22, v nadmořské výšce okolo 480 m. V pramenné oblasti teče napřímeným korytem krátce na západ až severozápad souběžně s výše zmíněnou komunikací. Po několika set metrech se obrací na severovýchod k Luženičkám. V tomto úseku napájí bezejmenný rybník, od jehož hráze směřuje při západním okraji Luženiček na sever k Luženicím. Zde zadržuje vody potoka místní rybník. Od Luženic teče velkými oblouky na sever k Březí. Jeho koryto je v této části také upravené. Jižně od vsi se na toku nachází rybník Březí. Od vesnice se potok obloukovitě stáčí na severovýchod a proudí podél okraje lesa k Mračnicím. Zde je využíván k napájení místního rybníka, který obtéká a poté přijímá zprava bezejmenný přítok od Němčic. Severovýchodně od Mračnic přibírá zprava Podhájský potok, pod jehož ústím zadržuje vody potoka rybník Podhájí. Od hráze rybníka směřuje tok krátce na sever ke svému ústí, u něhož podtéká silnici I/26. Do Černého potoka se vlévá na 1,7 říčním kilometru, jihozápadně od Horšovského Týna, v nadmořské výšce okolo 380 m.

### Větší přítoky
- Podhájský potok, zprava, ř. km 1,9

## Vodní režim
Průměrný průtok Mračnického potoka u ústí činí 0,16 m³/s.